# Canton de Saint-Saëns
Le canton de Saint-Saëns est une ancienne division administrative française située dans le département de la Seine-Maritime et la région Haute-Normandie.

## Géographie
Ce canton était organisé autour de Saint-Saëns dans l'arrondissement de Dieppe. Son altitude variait de 90 m (Saint-Saëns) à 236 m (Sommery) pour une altitude moyenne de 164 m.

## Histoire
- De 1833 à 1848, les cantons de Forges et de Saint-Saëns avaient le même conseiller général. Le nombre de conseillers généraux était limité à 30 par département[1].

## Représentation

### Conseillers généraux de 1833 à 2015
| Période        | Période              | Identité                                    | Étiquette          | Qualité |
| -------------- | -------------------- | ------------------------------------------- | ------------------ | --- |
| 1833           | 1848                 | Pierre Siméon Lelong                        |                    | Propriétaire, ancien adjoint au maire de Rouen                                                                                    |
| 1848           | 1852                 | Jerôme Nicolas Bademer                      |                    | Propriétaire, maire de Bosc-Mesnil, ancien adjoint au maire de Rouen                                                              |
| 1852           | 1858                 | François Pompée Bailleul                    |                    | Juge de paix du canton de Saint-Saëns                                                                                             |
| 1858           | 1895                 | Georges Eugène Bouctot                      | Droite monarchiste | Propriétaire à Rouen |
| 1895           | 1929 (décès)         | Georges Jacques Bouctot (fils du précédent) | Républicain rallié | Maire de Saint-Martin-Osmonville Député (1898-1919 et 1928-1929) Sénateur (1920-1927)                                             |
| 1929           | 1931                 | Léon David                                  | Républicain        | Maire de Saint-Martin-Osmonville, conseiller d'arrondissement                                                                     |
| 1931           | 1940                 | Henri Paumelle                              | Rad.               | Agent d'assurance et expert-comptable Maire de Saint-Martin-Osmonville, conseiller d'arrondissement                               |
| 1943           | 1945                 | Paul Hartout                                | ?                  | Industriel Conseiller d'arrondissement, maire de Saint-Saëns Nommé conseiller départemental en 1943                               |
| 1945           | 1958                 | Henri Paumelle                              | Rad.               | Agent d'assurance et expert-comptable Maire de Saint-Martin-Osmonville Sénateur (1946-1959)                                       |
| 1958           | 1970                 | Léon Carpentier                             | DVD                | Maire de Saint-Martin-Osmonville                                                                                                  |
| 1970           | 1976                 | Pierre Gyselinck                            | RI                 | Médecin à Sommery |
| 1976           | 2001                 | Léon Carpentier                             | Rad. puis UDF-Rad. | Conseiller régional Maire de Saint-Martin-Osmonville                                                                              |
| 2001           | 31 août 2014 (décès) | Francis Sénécal                             | DVG puis PS        | Maire de Critot (1989-2014) Président de la Communauté de communes de Saint-Saëns-Porte de Bray Vice-président du Conseil général |
| septembre 2014 | 2015                 | Marie-Claude Beauvallet                     | PS                 | Maire de Bosc-Mesnil (1995-2014)                                                                                                  |

### Conseillers d'arrondissement (de 1833 à 1940)
| Période                                  | Période      | Identité                            | Étiquette                                            | Qualité |
| ---------------------------------------- | ------------ | ----------------------------------- | ---------------------------------------------------- | --- |
| 1833                                     | 1848         | Jacques-Jules-Bernard Dumesnil-Havé | Candidat de l'administration                         | Maire de Saint-Saëns, suppléant du juge de paix                                                             |
| 1848                                     | 1864         | Antoine-Auguste Louette             | Bonapartiste                                         | Marchand tanneur à Saint-Saëns, juge de paix                                                                |
| 1864                                     | 1902 (décès) | Louis Narcisse Rasset fils          | Monarchiste puis Républicain rallié puis Boulangiste | Propriétaire, maire de Montérolier (1855-?)                                                                 |
| 1902                                     | 1920 (décès) | Emmanuel Ambroise Brion             | Républicain progressiste                             | Marchand de bois à Saint-Saëns, Président du conseil d'arrondissement                                       |
| 1920                                     | 1929         | Léon David                          | Républicain                                          | Maire de Saint-Martin-Osmonville                                                                            |
| 1929                                     | 1931         | Henri Paumelle                      | Radical                                              | Agent d'assurances, maire de Saint-Martin-Osmonville                                                        |
| Décembre 1931                            | 1934         | M. Benet                            | Radical                                              | |
| 1934                                     | 1940         | Paul Émile Hartout                  | Union nationale                                      | Industriel et marchand de bois, maire de Saint-Saëns                                                        |
| 1940                                     |              |                                     |                                                      | Les conseils d'arrondissement ont été suspendus par la loi du 12 octobre 1940 et n'ont jamais été réactivés |
| Les données manquantes sont à compléter. |              |                                     |                                                      | |

## Composition
Le canton de Saint-Saëns regroupait 15 communes et comptait 7 514 habitants (recensement de 1999 sans doubles comptes).
| Communes                | Population (2012) | Code postal | Code Insee |
| ----------------------- | ----------------- | ----------- | ---------- |
| Bosc-Bérenger           | 177               | 76680       | 76119      |
| Bosc-Mesnil             | 212               | 76680       | 76126      |
| Bradiancourt            | 138               | 76680       | 76139      |
| Critot                  | 451               | 76680       | 76200      |
| Fontaine-en-Bray        | 170               | 76440       | 76269      |
| Mathonville             | 174               | 76680       | 76416      |
| Maucomble               | 321               | 76680       | 76417      |
| Montérolier             | 500               | 76680       | 76445      |
| Neufbosc                | 274               | 76680       | 76461      |
| Rocquemont              | 606               | 76680       | 76532      |
| Sainte-Geneviève        | 251               | 76440       | 76578      |
| Saint-Martin-Osmonville | 824               | 76680       | 76621      |
| Saint-Saëns             | 2 553             | 76680       | 76648      |
| Sommery                 | 645               | 76440       | 76678      |
| Ventes-Saint-Rémy       | 218               | 76680       | 76733      |

## Démographie
| 1962  | 1968  | 1975  | 1982  | 1990  | 1999  | 2009 |
| ----- | ----- | ----- | ----- | ----- | ----- | ---- |
| 6 600 | 6 840 | 6 583 | 6 464 | 6 650 | 7 514 | -    |